# فينيسيوس نيفيس دا سيلفا
فينيسيوس نيفيس دا سيلفا هو لاعب كرة قدم برازيلي في مركز الدفاع، ولد في 10 أغسطس 1982 في ريو دي جانيرو في البرازيل. لعب مع نادي بانغو أتلتيكو ونادي ديجون.